# Trgovište, Knjaževac
Trgovište (izvirno srbsko Трговиште) je naselje v Srbiji, ki upravno spada pod Občino Knjaževac; slednja pa je del Zaječarskega upravnega okraja.

## Demografija
V naselju živi 1635 polnoletnih prebivalcev, pri čemer je njihova povprečna starost 42,3 let (40,7 pri moških in 43,9 pri ženskah). Naselje ima 550 gospodinjstev, pri čemer je povprečno število članov na gospodinjstvo 3,55.
To naselje je, glede na rezultate popisa iz leta 2002, večinoma srbsko.
|  |

| Demografija | Demografija     | Demografija     |
| Leto        | Št. prebivalcev | Št. prebivalcev |
| ----------- | --------------- | --------------- |
|             |                 |                 |
|             |                 |                 |
|             |                 |                 |
|             |                 |                 |
| 1948        | 606             |                 |
| 1953        | 644             |                 |
| 1961        | 667             |                 |
| 1971        | 913             |                 |
| 1981        | 1541            |                 |
| 1991        | 1998            | 1968            |
| 2002        | 1998            | 1953            |
|             |                 |                 |

| Etnična sestava po popisu iz leta 2002 | Etnična sestava po popisu iz leta 2002 | Etnična sestava po popisu iz leta 2002 | Etnična sestava po popisu iz leta 2002 | Etnična sestava po popisu iz leta 2002 |
| -------------------------------------- | -------------------------------------- | -------------------------------------- | -------------------------------------- | -------------------------------------- |
| Srbi                                   | Srbi                                   |                                        | 1.935                                  | 99,07%                                 |
| Romi                                   | Romi                                   |                                        | 11                                     | 0,56%                                  |
| Hrvati                                 | Hrvati                                 |                                        | 1                                      | 0,05%                                  |
| Neznano                                | Neznano                                |                                        | 3                                      | 0,15%                                  |